# Резултати фудбалске репрезентације Србије и Црне Горе
Фудбалска репрезентација Србије и Црне Горе (претходно СР Југославије) такмичила се под тим именом од 4. фебруара 2003. до завршетка Светског првенства 2006. Иако је државна заједница Србија и Црна Гора престала да постоји осамостаљењем Црне Горе, 3. јуна 2006. репрезентација је играла под тим именом до 9. јула да би завршила циклус такмичења за Светско првенство који је био и току.
Следи списак утакмица и резултати фудбалске репрезентације Србије и Црне Горе

## Списак утакмица

### Легенда
| Боје |          |
| ---- | -------- |
|      | Победа   |
|      | Нерешено |
|      | Пораз    |

## 1994.
| Датум              | Место                   | Гледалаца | Противник | Резултат | Стрелци за Југославију | Такмичење   |
| 23. децембар 1994. | Порто Алегре, Бразил    | 32.112    | Бразил    | 0:2      |                        | Пријатељска |
| 27. децембар 1994. | Буенос Ајрес, Аргентина | 20.000    | Аргентина | 0:1      |                        | Пријатељска |

## 1995.
| Датум               | Место                  | Гледалаца | Противник    | Резултат | Стрелци за Југославију                                  | Такмичење   |
| 31. јануар 1995.    | Хонг Конг, Хонг Конг   | 45.000    | Хонгконг     | 3:1      | Нађ (20.) Милошевић (42, 83.)                           | Пријатељска |
| 4. фебруар 1995.    | Хонг Конг, Хонг Конг   | 45.000    | Јужна Кореја | 1:0      | Ковачевић (50.)                                         | Пријатељска |
| 31. март 1995.      | Београд, Југославија   | 28.288    | Уругвај      | 1:0      | Милошевић (71.)                                         | Пријатељска |
| 31. мај 1995.       | Београд, Југославија   | 18.292    | Русија       | 1:2      | Петковић (34.)                                          | Пријатељска |
| 20. септембар 1995. | Солун, Грчка           | 20.000    | Грчка        | 2:0      | Ћурчић (55.) Милошевић (85.)                            | Пријатељска |
| 12. новембар 1995.  | Сан Салвадор, Салвадор | 27.000    | Салвадор     | 4:1      | Михајловић (12.) Савићевић (31. пен. 43.) аутогол (60.) | Пријатељска |
| 14. новембар 1995.  | Монтереј, Мексико      | 25.000    | Мексико      | 4:1      | Ковачевић (5, 16.) Михајловић (35.) Савељић (48.)       | Пријатељска |

## 1996.
| Датум              | Место                    | Гледалаца | Противник     | Резултат | Стрелци за Југославију                                                                        | Такмичење                 |
| 27. март 1996.     | Београд, Југославија     | 28.196    | Румунија      | 1:0      | Стојковић (51.)                                                                               | Пријатељска               |
| 24. април 1996.    | Београд, Југославија     | 16.325    | Фарска Острва | 3:1      | Савићевић (3, 29.) Милошевић (38.)                                                            | Квалификације за СП 1998. |
| 23. мај 1996.      | Шизуока, Јапан           | 8.604     | Мексико       | 0:0      |                                                                                               | Пријатељска               |
| 26. мај 1996.      | Токио, Јапан             | 50.632    | Јапан         | 0:1      |                                                                                               | Пријатељска               |
| 2. јун 1996.       | Београд, Југославија     | 11.611    | Малта         | 6:0      | аутогол (2.) Мијатовић (38.) Стојковић (45.) Милошевић (68.) Савићевић (70, 72. пен.)         | Квалификације за СП 1998. |
| 6. октобар 1996.   | Београд, Фарска Острва   | 1.017     | Фарска Острва | 8:1      | Милошевић (6, 30, 38.) Јокановић (11, 58.) Мијатовић (28.) Југовић (68.) Стојковић (89. пен.) | Квалификације за СП 1998. |
| 10. новембар 1996. | Београд, Југославија     | 46.577    | Чешка         | 1:0      | Мијатовић (18.)                                                                               | Квалификације за СП 1998. |
| 14. децембар 1996. | Валенсија, Шпанија       | 37.000    | Шпанија       | 0:2      |                                                                                               | Квалификације за СП 1998. |
| 28. децембар 1996. | Мар дел Плата, Аргентина | 19.683    | Аргентина     | 3:2      | Друловић (24.) Говедарица (56.) Јовичић (78.)                                                 | Пријатељска               |

## 1997.
| Датум               | Место                   | Гледалаца | Противник    | Резултат       | Стрелци за Југославију                                                          | Такмичење                 |
| 7. фебруар 1997.    | Хонг Конг, Хонг Конг    | 25.430    | Русија       | 1:1 (5:6 пен.) | Дробњак (31.)                                                                   | Пријатељска               |
| 18. фебруар 1997.   | Хонг Конг, Хонг Конг    | 20.167    | Хонгконг     | 3:1            | Милошевић (7.) Дробњак (17, 32.)                                                | Пријатељска               |
| 12. март 1997.      | Београд, Југославија    | 10.486    | Русија       | 0:0            |                                                                                 | Пријатељска               |
| 2. април 1997.      | Праг, Чешка             | 19.137    | Чешка        | 2:1            | Мијатовић (28.) Милошевић (90.)                                                 | Квалификације за СП 1998. |
| 30. април 1997.     | Београд, Југославија    | 49.253    | Шпанија      | 1:1            | Мијатовић (85. пен.)                                                            | Квалификације за СП 1998. |
| 8. јун 1997.        | Београд, Југославија    | 22.044    | Словачка     | 2:0            | Савићевић (17.) Мијатовић (75.)                                                 | Квалификације за СП 1998. |
| 12. јун 1997.       | Сеул, Јужна Кореја      | 20.000    | Гана         | 3:1            | Јокановић (57. пен.) Богдановић (68, 90.)                                       | Пријатељска               |
| 14. јун 1997.       | Сувон, Јужна Кореја     | 15.000    | Египат       | 0:0            |                                                                                 | Пријатељска               |
| 16. јун 1997.       | Сеул, Јужна Кореја      | 21.563    | Јужна Кореја | 1:1            | Јокановић (59. пен.)                                                            | Пријатељска               |
| 20. август 1997.    | Санкт Петербург, Русија | 9.000     | Русија       | 1:0            | Јокановић (86. пен.)                                                            | Пријатељска               |
| 10. септембар 1997. | Братислава, Словачка    | 22.500    | Словачка     | 1:1            | Михајловић (80.)                                                                | Квалификације за СП 1998. |
| 11. октобар 1997.   | Атард, Малта            | 1.107     | Малта        | 5:0            | Милошевић (9.) Михајловић (34.) Савићевић (44.) Мијатовић (55.) Југовић (77.)   | Квалификације за СП 1998. |
| 29. октобар 1997.   | Будимпешта, Мађарска    | 13.175    | Мађарска     | 7:1            | Брновић (2.) Ђукић (6.) Савићевић (10.) Мијатовић (26, 41, 51.) Милошевић (68.) | Квалификације за СП 1998. |
| 15. новембар 1997.  | Београд, Југославија    | 48.498    | Мађарска     | 5:0            | Милошевић (17.) Мијатовић (44, 45. пен. 71, 88.)                                | Квалификације за СП 1998. |

## 1998.
| Датум               | Место                    | Гледалаца | Противник        | Резултат | Стрелци за Југославију                          | Такмичење                 |
| 28. јануар 1998.    | Тунис, Тунис             | 15.000    | Тунис            | 3:0      | Брновић (6.) Јокановић (74, 79.)                | Пријатељска               |
| 25. фебруар 1998.   | Мар дел Плата, Аргентина | 35.000    | Аргентина        | 1:3      | Дробњак (78.)                                   | Пријатељска               |
| 25. март 1998.      | Богота, Колумбија        | 45.000    | Колумбија        | 0:0      |                                                 | Пријатељска               |
| 22. април 1998.     | Београд, Југославија     | 9.731     | Јужна Кореја     | 3:1      | Станковић (47, 57.) Јокановић (63.)             | Пријатељска               |
| 29. мај 1998.       | Београд, Југославија     | 47.810    | Нигерија         | 3:0      | Милошевић (45.) Мијатовић (61.) Ковачевић (72.) | Пријатељска               |
| 3. јун 1998.        | Лозана, Швајцарска       | 5.000     | Јапан            | 1:0      | Михајловић (71.)                                | Пријатељска               |
| 6. јун 1998.        | Базел, Швајцарска        | 24.000    | Швајцарска       | 1:1      | Брновић (6.)                                    | Пријатељска               |
| 14. јун 1998.       | Сент Етјен, Француска    | 30.392    | Иран             | 1:0      | Михајловић (73.)                                | Светско првенство 1998.   |
| 21. јун 1998.       | Ленс, Француска          | 38.100    | Немачка          | 2:2      | Мијатовић (13.) Стојковић (52.)                 | Светско првенство 1998.   |
| 25. јун 1998.       | Нант, Француска          | 35.500    | Сједињене Државе | 1:0      | Комљеновић (3.)                                 | Светско првенство 1998.   |
| 29. јун 1998.       | Тулуз, Француска         | 33.500    | Холандија        | 1:2      | Комљеновић (48.)                                | Светско првенство 1998.   |
| 2. септембар 1998.  | Ниш, Југославија         | 16.000    | Швајцарска       | 1:1      | Станковић (51.)                                 | Пријатељска               |
| 23. септембар 1998. | Сао Луис, Бразил         | 91.966    | Бразил           | 1:1      | Милошевић (8.)                                  | Пријатељска               |
| 18. новембар 1998.  | Београд, Југославија     | 28.250    | Република Ирска  | 1:0      | Мијатовић (64.)                                 | Квалификације за ЕП 2000. |
| 23. децембар 1998.  | Тел Авив, Израел         | 11.000    | Израел           | 0:2      |                                                 | Пријатељска               |

## 1999.
| Датум              | Место                   | Гледалаца | Противник            | Резултат | Стрелци за Југославију                                     | Такмичење                 |
| 10. фебруар 1999.  | Валета, Малта           | 3.000     | Малта                | 3:0      | Нађ (22, 55.) Милошевић (90.)                              | Квалификације за ЕП 2000. |
| 8. јун 1999.       | Солун, Грчка            | 5.000     | Малта                | 4:1      | Мијатовић (34.) Милошевић (48, 90.) Ковачевић (74.)        | Квалификације за ЕП 2000. |
| 18. август 1999.   | Београд, Југославија    | 48.282    | Хрватска             | 0:0      |                                                            | Квалификације за ЕП 2000. |
| 1. септембар 1999. | Даблин, Република Ирска | 31.400    | Република Ирска      | 1:2      | Станковић (59.)                                            | Квалификације за ЕП 2000. |
| 5. септембар 1999. | Београд, Југославија    | 22.000    | Република Македонија | 3:1      | Стојковић (37, 54.) Савићевић (77.)                        | Квалификације за ЕП 2000. |
| 8. септембар 1999. | Скопље, Македонија      | 13.000    | Република Македонија | 4:2      | Милошевић (1.) аутогол (4.) Станковић (14.) Друловић (38.) | Квалификације за ЕП 2000. |
| 9. октобар 1999.   | Загреб, Хрватска        | 38.743    | Хрватска             | 2:2      | Мијатовић (26.) Станковић (31.)                            | Квалификације за ЕП 2000. |

## 2000.
| Датум              | Место                  | Гледалаца | Противник            | Резултат | Стрелци за Југославију                            | Такмичење                 |
| 23. фебруар 2000.  | Скопље, Македонија     | 8.000     | Република Македонија | 2:1      | Мијатовић (20, 38.)                               | Пријатељска               |
| 28. март 2000.     | Београд, Југославија   | 6.565     | Кина                 | 1:0      | Мијатовић (8.)                                    | Пријатељска               |
| 25. мај 2000.      | Пекинг, Кина           | 49.158    | Кина                 | 2:0      | Кежман (21.) Ковачевић (73.)                      | Пријатељска               |
| 28. мај 2000.      | Сеул, Јужна Кореја     | 35.500    | Јужна Кореја         | 0:0      |                                                   | Пријатељска               |
| 30. мај 2000.      | Сеонгнам, Јужна Кореја | 26.500    | Јужна Кореја         | 0:0      |                                                   | Пријатељска               |
| 3. јун 2000.       | Хонг Конг, Хонг Конг   | 6.000     | Хонгконг             | 2:4      | Кежман (65.) Михајловић (90.)                     | Пријатељска               |
| 13. јун 2000.      | Шарлроа, Белгија       | 16.478    | Словенија            | 3:3      | Милошевић (67, 73.) Друловић (70.)                | Европско првенство 2000.  |
| 18. јун 2000.      | Лијеж, Белгија         | 27.250    | Норвешка             | 1:0      | Милошевић (8.)                                    | Европско првенство 2000.  |
| 21. јун 2000.      | Бриж, Белгија          | 24.000    | Шпанија              | 3:4      | Милошевић (30.) Говедарица (50.) Комљеновић (75.) | Европско првенство 2000.  |
| 25. јун 2000.      | Ротердам, Холандија    | 47.700    | Холандија            | 1:6      | Милошевић (90+2.)                                 | Европско првенство 2000.  |
| 16. август 2000.   | Белфаст, Северна Ирска | 10.000    | Северна Ирска        | 2:1      | Кежман (63.) Мијатовић (78.)                      | Пријатељска               |
| 3. септембар 2000. | Луксембург, Луксембург | 3.305     | Луксембург           | 2:0      | Милошевић (3.) Јокановић (25.)                    | Квалификације за СП 2002. |
| 15. новембар 2000. | Букурешт, Румунија     | 4.000     | Румунија             | 1:2      | Михајловић (87.)                                  | Пријатељска               |
| 13. децембар 2000. | Ксанти, Грчка          | 2.100     | Грчка                | 1:1      | аутогол (9.)                                      | Пријатељска               |

## 2001.
| Датум              | Место                 | Гледалаца | Противник           | Резултат | Стрелци за Југославију                                               | Такмичење                 |
| 14. јануар 2001.   | Кочин, Индија         | 10.000    | Босна и Херцеговина | 1:1      | Петковић (85.)                                                       | Пријатељска               |
| 16. јануар 2001.   | Кочин, Индија         | 5.000     | Бангладеш           | 4:1      | Илић (18, 34.) Рашовић (81.) Тробок (88.)                            | Пријатељска               |
| 20. јануар 2001.   | Маргао, Индија        | 15.000    | Румунија            | 2:0      | Илић (32.) Богдановић (43.)                                          | Пријатељска               |
| 23. јануар 2001.   | Колката, Индија       | 35.500    | Јапан               | 1:0      | Дуљај (5.)                                                           | Пријатељска               |
| 25. јануар 2001.   | Кочин, Индија         | 45.000    | Босна и Херцеговина | 2:0      | Дуљај (6.) Богдановић (45.)                                          | Пријатељска               |
| 24. март 2001.     | Београд, Југославија  | 30.000    | Швајцарска          | 1:1      | Михајловић (68.)                                                     | Квалификације за СП 2002. |
| 28. март 2001.     | Љубљана, Словенија    | 10.000    | Словенија           | 1:1      | Милошевић (33.)                                                      | Квалификације за СП 2002. |
| 25. април 2001.    | Београд, Југославија  | 37.240    | Русија              | 0:1      |                                                                      | Квалификације за СП 2002. |
| 2. јун 2001.       | Москва, Русија        | 65.000    | Русија              | 1:1      | Мијатовић (32.)                                                      | Квалификације за СП 2002. |
| 6. јун 2001.       | Тофтир, Фарска Острва | 4.150     | Фарска Острва       | 6:0      | Станковић (16, 49.) Кежман (24, 82, 89.) Милошевић (63.)             | Квалификације за СП 2002. |
| 28. јун 2001.      | Токио, Јапан          | 21.213    | Парагвај            | 0:2      |                                                                      | Кирин куп                 |
| 4. јул 2001.       | Оита, Јапан           | 38.147    | Јапан               | 0:1      |                                                                      | Кирин куп                 |
| 15. авугст 2001.   | Београд, Југославија  | 15.437    | Фарска Острва       | 2:0      | Михајловић (23.) Ђукић (85.)                                         | Квалификације за СП 2002. |
| 1. септембар 2001. | Базел, Швајцарска     | 26.000    | Швајцарска          | 2:1      | Милошевић (39.) Крстајић (72.)                                       | Квалификације за СП 2002. |
| 5. септембар 2001. | Београд, Југославија  | 27.000    | Словенија           | 1:1      | Ђорђевић (51.)                                                       | Квалификације за СП 2002. |
| 6. октобар 2001.   | Београд, Југославија  | 1.758     | Луксембург          | 6:2      | Јокановић (19.) Мијатовић (57.) Кежман (61, 71.) Милошевић (62, 68.) | Квалификације за СП 2002. |

## 2002.
| Датум              | Место                           | Гледалаца | Противник           | Резултат       | Стрелци за Југославију                    | Такмичење                 |
| 13. фебруар 2002.  | Финикс, Сједињене Државе        | 25.000    | Мексико             | 2:1            | Кежман (37.) Милошевић (44.)              | Пријатељска               |
| 27. март 2002.     | Форталеза, Бразил               | 57.000    | Бразил              | 0:1            |                                           | Пријатељска               |
| 17. април 2002.    | Смедерево, Југославија          | 15.000    | Литванија           | 4:1            | Илић (16.) Кежман (36, 76.) Брновић (87.) | Пријатељска               |
| 8. мај 2002.       | Ист Радерфорд, Сједињене Државе | 36.540    | Еквадор             | 0:1            |                                           | Пријатељска               |
| 17. мај 2002.      | Москва, Русија                  | 5.000     | Украјина            | 0:2            |                                           | Пријатељска               |
| 19. мај 2002.      | Москва, Русија                  | 10.000    | Русија              | 1:1 (6:5 пен.) | Ковачевић (54.)                           | Пријатељска               |
| 21. август 2002.   | Сарајево, Босна и Херцеговина   | 12.000    | Босна и Херцеговина | 2:0            | Крстајић (34.) Ковачевић (42.)            | Пријатељска               |
| 6. септембар 2002. | Праг, Чешка                     | 5.438     | Чешка               | 0:5            |                                           | Пријатељска               |
| 12. октобар 2002.  | Наполи, Италија                 | 42.661    | Италија             | 1:1            | Мијатовић (28.)                           | Квалификације за ЕП 2004. |
| 16. октобар 2002.  | Београд, Југославија            | 30.000    | Финска              | 2:0            | Ковачевић (56.) Михајловић (84. пен.)     | Квалификације за ЕП 2004. |
| 20. новембар 2002. | Сен Дени, Француска             | 65.000    | Француска           | 0:3            |                                           | Пријатељска               |

## 2003.
| Датум               | Место                         | Гледалаца | Противник  | Резултат | Стрелци за Србију и Црну Гору           | Такмичење                 |
| 12. фебруар 2003.   | Подгорица, Србија и Црна Гора | 7.500     | Азербејџан | 2:2      | Мијатовић (33. пен.) Лазетић (51.)      | Квалификације за ЕП 2004. |
| 27. март 2003.      | Крушевац, Србија и Црна Гора  | 10.000    | Бугарска   | 1:2      | Ковачевић (29.)                         | Пријатељска               |
| 30. април 2003.     | Бремен, Немачка               | 10.000    | Немачка    | 0:1      |                                         | Пријатељска               |
| 3. јун 2003.        | Лестер, Енглеска              | 30.900    | Енглеска   | 1:2      | Јестровић (45.)                         | Пријатељска               |
| 7. јун 2003.        | Хелсинки, Финска              | 17.343    | Финска     | 0:3      |                                         | Квалификације за ЕП 2004. |
| 11. јун 2003.       | Баку, Азербејџан              | 5.000     | Азербејџан | 1:2      | Бошковић (45.)                          | Квалификације за ЕП 2004. |
| 20. август 2003.    | Београд, Србија и Црна Гора   | 25.000    | Велс       | 1:0      | Младеновић (72.)                        | Квалификације за ЕП 2004. |
| 10. септембар 2003. | Београд, Србија и Црна Гора   | 30.000    | Италија    | 1:1      | Илић (82.)                              | Квалификације за ЕП 2004. |
| 11. октобар 2003.   | Кардиф, Велс                  | 72.514    | Велс       | 3:2      | Вукић (4.) Милошевић (82.) Љубоја (87.) | Квалификације за ЕП 2004. |
| 16. новембар 2003.  | Плоцк, Пољска                 | 9.000     | Пољска     | 3:4      | Станковић (70.) Вукић (78.) Илиев (87.) | Пријатељска               |

## 2004.
| Датум              | Место                         | Гледалаца | Противник           | Резултат | Стрелци за Србију и Црну Гору                                 | Такмичење                 |
| 31. март 2004.     | Београд, Србија и Црна Гора   | 6.000     | Норвешка            | 0:1      |                                                               | Пријатељска               |
| 28. април 2004.    | Белфаст, Северна Ирска        | 14.000    | Северна Ирска       | 1:1      | Пауновић (7.)                                                 | Пријатељска               |
| 11. јул 2004.      | Фукуока, Јапан                | 6.100     | Словачка            | 2:0      | Милошевић (6.) Јестровић (90.)                                | Кирин куп                 |
| 13. јул 2004.      | Јокохама, Јапан               | 57.616    | Јапан               | 0:1      |                                                               | Кирин куп                 |
| 18. август 2004.   | Љубљана, Словенија            | 5.000     | Словенија           | 1:1      | Јестровић (49.)                                               | Пријатељска               |
| 4. септембар 2004. | Серавале, Сан Марино          | 1.137     | Сан Марино          | 3:0      | Вукић (4.) Јестровић (15, 83.)                                | Квалификације за СП 2006. |
| 9. октобар 2004.   | Сарајево, Босна и Херцеговина | 22.440    | Босна и Херцеговина | 0:0      |                                                               | Квалификације за СП 2006. |
| 13. октобар 2004.  | Београд, Србија и Црна Гора   | 4.000     | Сан Марино          | 5:0      | Милошевић (35.) Станковић (45, 50.) Короман (52.) Вукић (69.) | Квалификације за СП 2006. |
| 17. новембар 2004. | Брисел, Белгија               | 28.350    | Белгија             | 2:0      | Вукић (8.) Кежман (60.)                                       | Квалификације за СП 2006. |

## 2005.
| Датум              | Место                       | Гледалаца | Противник           | Резултат | Стрелци за Србију и Црну Гору | Такмичење                 |
| 9. фебруар 2005.   | Софија, Бугарска            | 3.000     | Бугарска            | 0:0      |                               | Пријатељска               |
| 30. март 2005.     | Београд, Србија и Црна Гора | 48.910    | Шпанија             | 0:0      |                               | Квалификације за СП 2006. |
| 4. јун 2005.       | Београд, Србија и Црна Гора | 16.662    | Белгија             | 0:0      |                               | Квалификације за СП 2006. |
| 8. јун 2005.       | Торонто, Канада             | 22.138    | Италија             | 1:1      | Жигић (25.)                   | Пријатељска               |
| 15. август 2005.   | Кијев, Украјина             | 4.500     | Пољска              | 2:3      | Жигић (32.) Видић (89.)       | Пријатељска               |
| 17. август 2005.   | Кијев, Украјина             | 4.000     | Украјина            | 1:2      | Кежман (90.)                  | Пријатељска               |
| 3. септембар 2005. | Београд, Србија и Црна Гора | 20.203    | Литванија           | 2:0      | Кежман (18.) Илић (74.)       | Квалификације за СП 2006. |
| 7. септембар 2005. | Мадрид, Шпанија             | 51.491    | Шпанија             | 1:1      | Кежман (69.)                  | Квалификације за СП 2006. |
| 8. октобар 2005.   | Виљнус, Литванија           | 1.500     | Литванија           | 2:0      | Кежман (44.) Вукић (85.)      | Квалификације за СП 2006. |
| 12. октобар 2005.  | Београд, Србија и Црна Гора | 46.305    | Босна и Херцеговина | 1:0      | Кежман (7.)                   | Квалификације за СП 2006. |
| 13. новембар 2005. | Нанкинг, Кина               | 30.000    | Кина                | 2:0      | Ђорђевић (55.) Жигић (67.)    | Пријатељска               |
| 16. новембар 2005. | Сеул, Јужна Кореја          | 40.127    | Јужна Кореја        | 0:2      |                               | Пријатељска               |

## 2006.
| Датум         | Место                       | Гледалаца | Противник       | Резултат | Стрелци за Србију и Црну Гору | Такмичење               |
| 1. март 2006. | Тунис                       | 15.000    | Тунис           | 1:0      | Кежман (12.)                  | Пријатељска             |
| 27. мај 2006. | Београд, Србија и Црна Гора | 35.000    | Уругвај         | 1:1      | Станковић (18.)               | Пријатељска             |
| 11. јун 2006. | Лајпциг, Немачка            | 43.000    | Холандија       | 0:1      |                               | Светско првенство 2006. |
| 16. јун 2006. | Гелзенкирхен, Немачка       | 52.000    | Аргентина       | 0:6      |                               | Светско првенство 2006. |
| 21. јун 2006. | Минхен, Немачка             | 66.000    | Обала Слоноваче | 2:3      | Жигић (10.) Илић (20.)        | Светско првенство 2006. |